# عبد الله العمري (لاعب كرة قدم تونسي)
عبد الله العمري (العربية؛ ولد في 6 سبتمبر 2001) هو لاعب كرة قدم تونسي محترف، يلعب مركز الوسط في نادي الميناء الذي ينافس في الدوري العراقي الممتاز.

## المسيرة مع الأندية
وُلد العمري في صفاقس، وبدأ مسيرته الكروية مع نادي الشبيبة الرياضية بطينة. لفت أنظار كشافي المواهب في النادي الرياضي الصفاقسي في سن مبكرة، وعُرض عليه عقد احتراف لمدة خمس سنوات. شارك في تتويج فريقه بكأس تونس في موسم 2022، حيث سجل الهدف الثاني في المباراة النهائية.
في يونيو 2024، تم فسخ عقده مع النادي الرياضي الصفاقسي بعد أربعة مواسم قضاها مع الفريق التونسي.
في 4 أغسطس 2024، وقّع العمري عقدًا مع نادي الميناء الناشط في الدوري العراقي الممتاز لمدة موسم واحد، مع خيار الشراء أو التجديد.

## المسيرة الدولية
استُدعي العمري لأول مرة لتمثيل المنتخب التونسي سنة 2020، حين اختاره المدرب ماهر الكنزاري ضمن قائمة من 23 لاعبًا للمشاركة مع منتخب تحت 20 سنة في تصفيات كأس الأمم الأفريقية تحت 20 سنة 2021.
وفي عام 2022، اختاره نفس المدرب ضمن قائمة مكونة من 21 لاعبًا مع المنتخب الأولمبي التونسي لخوض تصفيات كأس الأمم الأفريقية تحت 23 سنة 2023 المؤهلة إلى دورة الألعاب الأولمبية الصيفية 2024 في باريس.

## الإنجازات
النادي الرياضي الصفاقسي
- وصيف الرابطة التونسية المحترفة الأولى: 2019–20
- كأس تونس:
  - البطل: 2020–21، 2021–22.